# Xunmenglong yingliangis
Xunmenglong yingliangis es la única especie conocida del género extinto Xunmenglong (Zh. "dragón rápido") de dinosaurio terópodo compsognátido que vivió a principios del período Cretácico hace aproximadamente 130 millones de años durante el Hauteriviense, en lo que es hoy Asia.

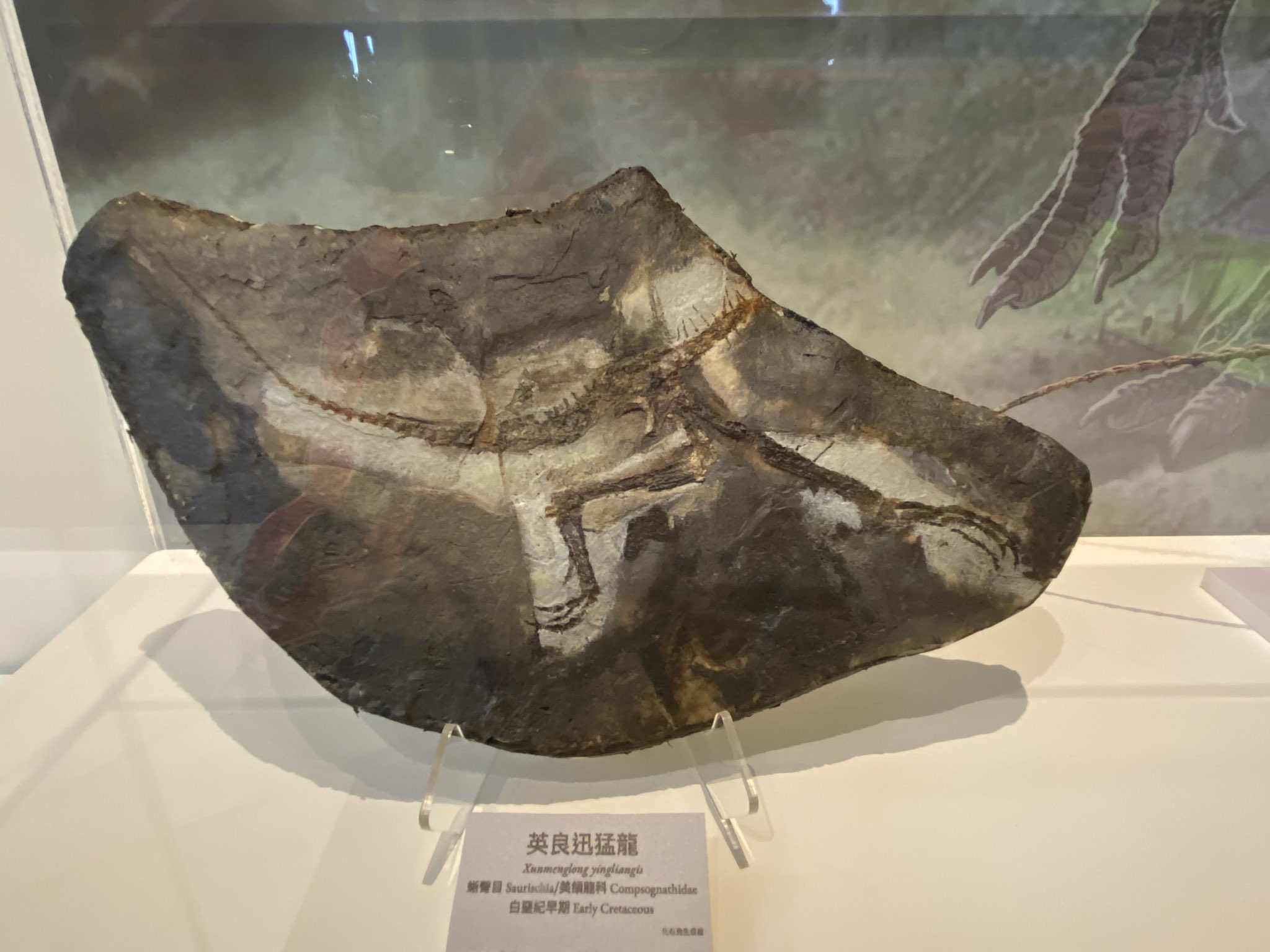
Holotipo.

Encontrado en la Formación Huajiying de la provincia de Hebei en China. La especie tipo y única es Xunmenglong yingliangis. El material holotipo consiste en una pelvis, base de cola y extremidades posteriores que previamente habían sido parte de una quimera que contenía tres animales diferentes. El animal se describe como el miembro más pequeño conocido de Compsognathidae, medía aproximadamente el tamaño de la muestra del holotipo de Scipionyx un subadulto de aproximadamente 0,5 metro de longitud.